# Stegastes partitus
Stegastes partitus, thường được gọi là cá thia hai sắc, là một loài cá biển thuộc chi Stegastes trong họ Cá thia. Loài này được mô tả lần đầu tiên vào năm 1868.

## Phân bố và môi trường sống
S. partitus được phân bố ở phía tây Đại Tây Dương, và được tìm thấy từ mũi Fear (bang Bắc Carolina), dọc theo bờ biển Hoa Kỳ (bao gồm cả Bermuda, Bahamas); trong vịnh Mexico từ Florida Keys về phía bắc tới vịnh Apalachicola và từ Louisiana tới Corpus Christi, Texas; từ Tuxpan, Mexico dọc theo phía bắc Yucatan đến tây bắc Cuba; và trên khắp vùng biển Caribe đến Trinidad và Tobago, bao gồm cả đảo Aves. S. partitus thường sống xung quanh những rạn san hô cạn và những rạn san hô bị cô lập dưới biển sâu, ở độ sâu khoảng 70 m trở lại.
Đây là loài có số lượng phong phú nhất tại biển Caribe.

## Mô tả
S. partitus trưởng thành dài khoảng 10 cm. Đầu và thân trước của S. partitus trưởng thành có màu nâu sẫm, phía sau là màu vàng, chuyển thành trắng ở thân sau và đuôi. Vây bụng và vây ngực có màu vàng. Vây ngực có đốm đen ở gốc.
Số ngạnh ở vây lưng: 12; Số vây tia mềm ở vây lưng: 14 - 17; Số ngạnh ở vây hậu môn: 2; Số vây tia mềm ở vây hậu môn: 13 - 15; Số vây tia mềm ở vây ngực: 18 - 20.
Thức ăn của S. partitus là rong tảo và các loại động vật không xương sống (giun, giáp xác, ốc biển). S. partitus sinh sản theo cặp, trứng được đặt trong các hốc đá và được bảo vệ bởi cá đực. S. partitus có tính lãnh thổ.
S. partitus được đánh bắt để phục vụ trong ngành thương mại cá cảnh và cũng thường mắc vào lưới của các ngư dân. Chúng còn là mồi của cá mao tiên.

## Hình ảnh

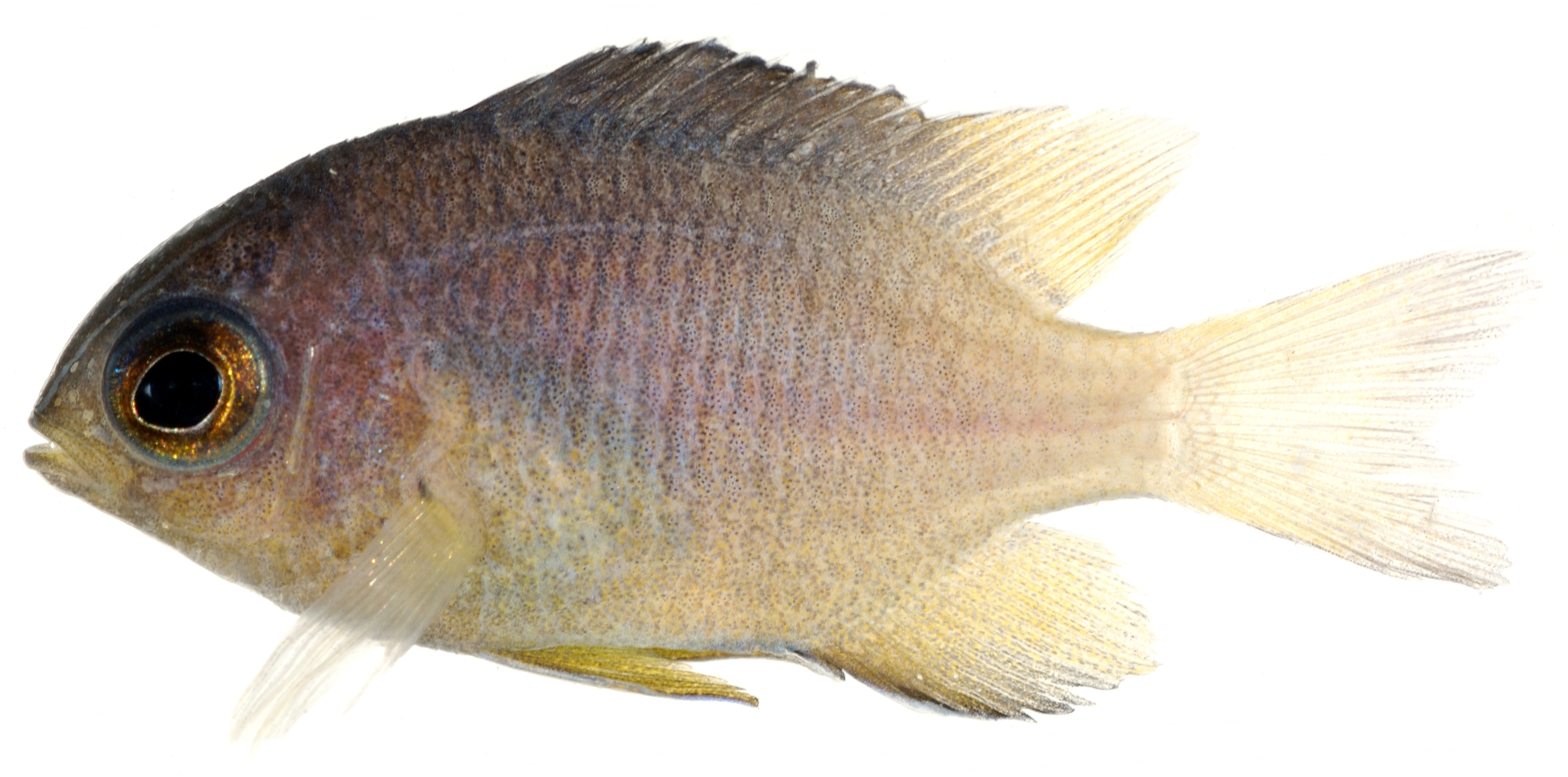
Tiêu bản của cá con
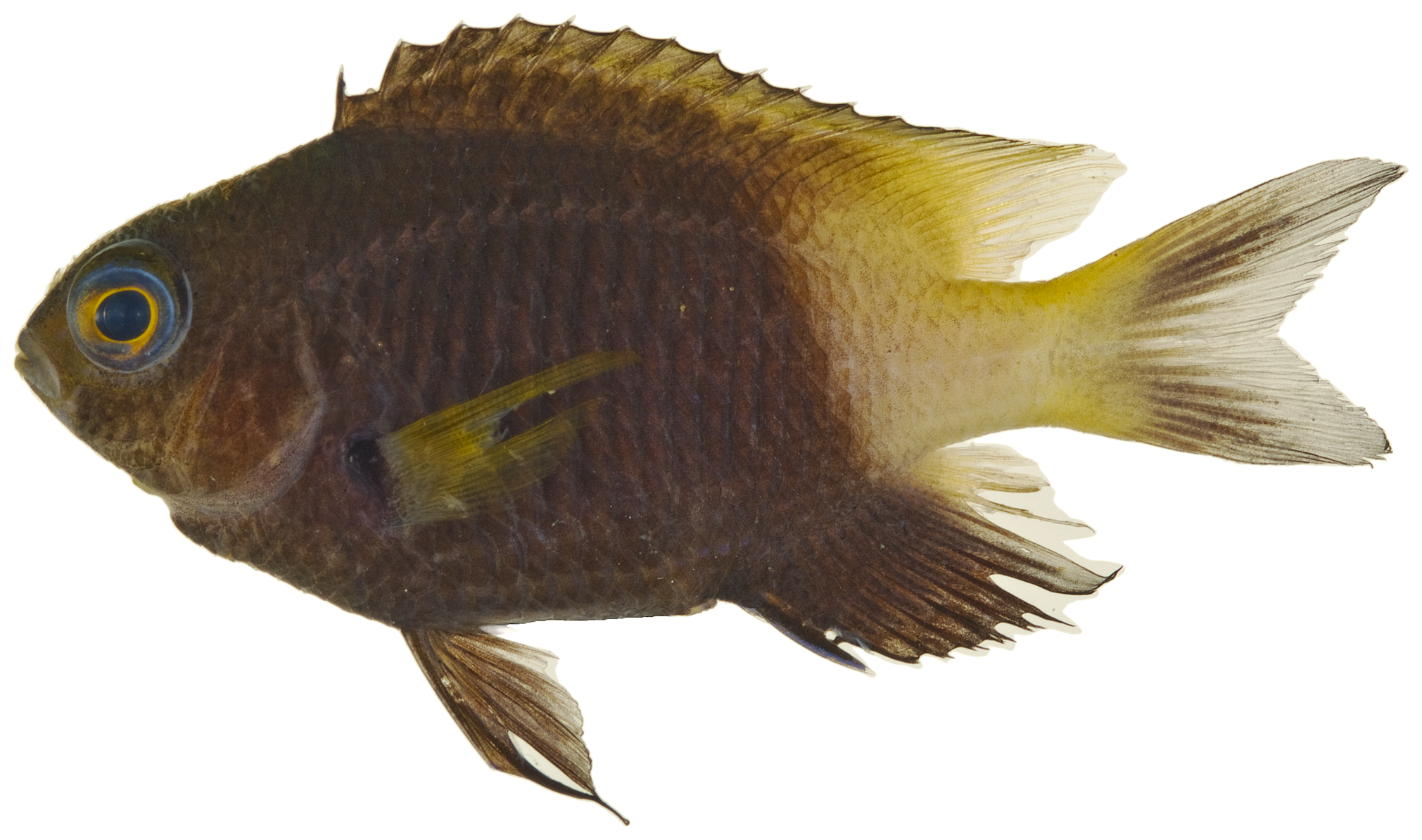
Tiêu bản của cá trưởng thành